# KLUTCH
KLUTCH（クラッチ、1978年9月15日 - ）は、日本のJ-POPグループであるET-KINGのメンバーで、ボーカルを担当。大阪府泉南市出身。血液型はA型。泉南市特命観光大使。

## 来歴・人物
泉南市立雄信小学校卒業。
中学時代はヴィジュアル系のバンドを聴いていて、LUNA SEAなどをコピーするバンドのギターを担当していた。また、THE BLUE HEARTSなども好んで聴いていた。
1994年、泉南市立泉南中学校を卒業。
高校時代、レゲエに出会い、友人らとDJのようことを始め、ブラックミュージックに心酔していった。この頃から色々なジャンルの音楽に耳を傾けるようになったという。
1997年、大阪府立貝塚南高等学校を卒業。
同年、大阪の福祉専門学校へ進学し社会福祉主事任用、ホームヘルパー2級を取得。
専門学校時代お互いボディーピアスをしていたイトキンに 「ごっついのん開けてんなー？何ゲージ？」 と話しかけられたのがきっかけで知り合った。その後、TENNとも知り合い交流が深まる。アメリカ村やクラブ、好きなアーティストのライブに一緒に出掛けるようになった。専門学校卒業後、コンパで偶然3人が再会。お互いの近況報告で盛り上がった。毎日同じ事の繰り返しの中で学生時代みたいな刺激が足りない、若いうちにしか出来ない事をやりたいと意気投合した。KLUTCHはバンドでギターやボーカル、イトキンはドラムやベース、TENNはドラムをやっていたこともあり、バンドを結成することになった。しかし3人とも"女の子にモテたいからボーカルをやりたい"と主張したため、既存のバンド構成は無理であると断念。そこでKLUTCHが高校時代に少しやっていたDJスタイルのグループを提案した。この提案がET-KINGの原型となる 。
ET-KINGの特徴的な衣装である法被（ハッピ）の番号は「参」番。アーティスト名「KLUTCH」は、自身がバイク好きであることに由来する。アクセルでもブレーキでもなく、歌で人と人を繋ぎたいという思いを込めて「クラッチ」にした。本名の名字のイニシャルが"K"なのでCLUTCHではなくKLUTCHにした。
2005年、ET-KINGのメンバー7人と大阪浪速区で共同生活を開始し、炊事担当。DJ BOOBY、コシバKENと同じ寝室を使用していた。この7人の共同生活はメンバーが結婚するまでの約3年間続いた。
2013年12月、総合エンターテイメント『大阪らりあっと』をTENNと主催する。自らがボーカル担当する、なにわボーイズ、How many RED? が出演。全体のMCを担当。
2016年、DJ BOOBYとともに泉南市特命観光大使に就任。
2017年2月8日、交際していた一般女性の誕生日に入籍
2021年3月31日、所属事務所のBARIKIより自身のレーベル「caballo」を立ち上げると同時にソロ楽曲を発表した。
阪神タイガースの熱狂的なファンで、携帯電話もタイガースカラーである黄色を愛用していた。
2022年2月16日、近畿厚生局麻薬取締部と大阪府警が所属事務所や自宅を家宅捜索したところ、自宅から微量の大麻草が見つかり、書類送検された。同年3月25日、所属グループのET-KINGは、先の報道を受け、グループの活動を当面の間休止すると公式サイトにて発表した。3月29日、大阪地方検察庁はKLUTCHを起訴猶予処分とした。7月1日、公式サイトにて活動再開が発表された。

## 作品
| 歌手      | 曲名 | 収録CD             | 作詞                                                   | 作曲                             | 発売日         |  |
| --------- | --- | ------------------ | ------------------------------------------------------ | -------------------------------- | -------------- |  |
| ET-KING   | 手 | mother             | KLUTCH                                                 | KLUTCH& DJ BOOBY                 | 2012年4月11日  |  |
| 傳田真央  | ずっと忘れない with TENN・KLUTCHfrom ET-KING                                                                                  | MENZ Collaboration | 傳田真央・ TENN・KLUTCH                                | 傳田真央・N.O.B.B・ TENN・KLUTCH | 2012年9月5日   |  |
| ET-KING   | CHEERS | ストライク         | KLUTCH                                                 | KLUTCH・DJ ARTS a.k.a ALL BACK   | 2012年12月19日 |  |
| ONE☆DRAFT | 傾奇炎II feat. KLUTCH(ET-KING)/コブラJP (FANTAGROUP)/ヤス一番? (nobodyknows+)/GooF (SOFFet)/SEAMO/YOPPY (エイジア エンジニア) | ENDRUN             | LANCE・KLUTCH・コブラJP・ヤス一番?・GooF・SEAMO・YOPPY | LANCE・Tasuku Maeda              | 2017年12月10日 |  |
| ET-KING   | なんかいいね | LIFE               | いときん・KLUTCH                                       | NAOKI-T・ET-KING                 | 2018年4月25日  |  |
| klutch    | TURN OVER | TURN OVER          | klutch                                                 | klutch                           | 2021年3月31日  |  |